# 情報コミュニケーション学会
情報コミュニケーション学会（じょうほうコミュニケーションがっかい、英称:Japan Association for Communication, Information and Society、略称:CIS）は、2004年2月に設立された学会である。情報社会におけるコミュニケーションに関する学際的研究を目的としている。事務局は、園田学園女子大学情報教育センター内にある。